# Hans Ulrik Gyldenløve
Hans Ulrik Gyldenløve (Kronborg, 10 marzo 1615 – Kronborg, 31 gennaio 1645) è stato un diplomatico danese.

## Biografia

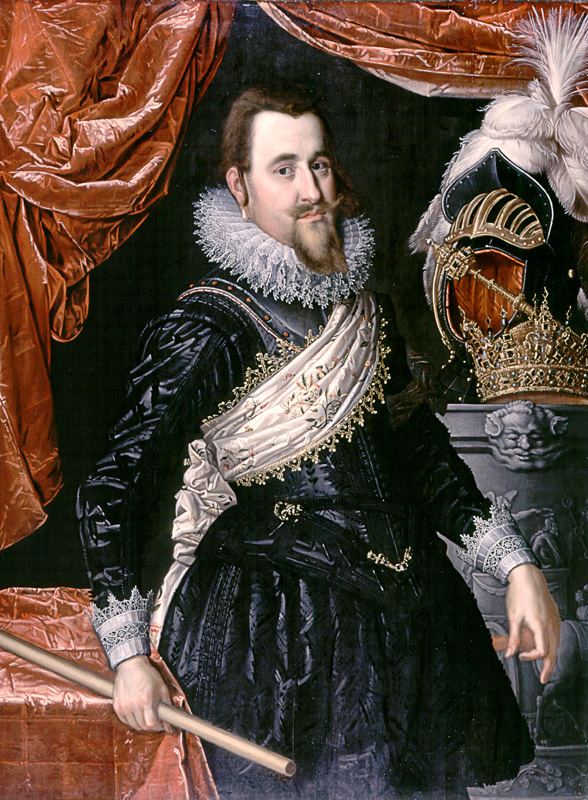
Cristiano IV di Danimarca

Nacque dalla relazione tra Cristiano IV di Danimarca, re di Danimarca e di Norvegia, e l'amante ufficiale Karen Andersdatter.
La relazione tra i suoi genitori durò solo tre anni, durante i quali nacquero in tutto due figli. Hans infatti ebbe anche una sorella più grande, Dorothea Elisabeth, morta bambina.
Quando nel 1616 Karen dovette lasciare la corte, madre e figlio continuarono ad essere mantenuti economicamente dal re.
Il 10 ottobre 1641 sposò Regitze Grubbe.
Nel 1642 andò a vivere a Hven, proprietà concessa dal re a sua madre.

## Ascendenza
|                              |   |                                   | Genitori                           |  |  | Nonni |  |  | Bisnonni                   |  |  | Trisnonni               |  |
|                              |   |                                   |                                    |  |  |       |  |  | Cristiano III di Danimarca |  |  | Federico I di Danimarca |  |
|                              |   |                                   |                                    |  |  |       |  |  | Cristiano III di Danimarca |  |  | Federico I di Danimarca |  |
|                              |   | Anna del Brandeburgo              |                                    |  |  |       |  |  | Cristiano III di Danimarca |  |  |                         |  |
| Federico II di Danimarca     |   |                                   |                                    |  |  |       |  |  | Cristiano III di Danimarca |  |  |                         |  |
|                              |   | Dorotea di Sassonia-Lauenburg     | Magnus I di Sassonia-Lauenburg     |  |  |       |  |  |                            |  |  |                         |  |
|                              |   | Dorotea di Sassonia-Lauenburg     | Magnus I di Sassonia-Lauenburg     |  |  |       |  |  |                            |  |  |                         |  |
|                              |   | Dorotea di Sassonia-Lauenburg     | Caterina di Braunschweig-Lüneburg  |  |  |       |  |  |                            |  |  |                         |  |
| Cristiano IV di Danimarca    |   | Dorotea di Sassonia-Lauenburg     |                                    |  |  |       |  |  |                            |  |  |                         |  |
|                              |   | Ulrico III di Meclemburgo-Güstrow | Alberto VII di Meclemburgo-Güstrow |  |  |       |  |  |                            |  |  |                         |  |
|                              |   | Ulrico III di Meclemburgo-Güstrow | Alberto VII di Meclemburgo-Güstrow |  |  |       |  |  |                            |  |  |                         |  |
|                              |   | Ulrico III di Meclemburgo-Güstrow | Anna di Brandeburgo                |  |  |       |  |  |                            |  |  |                         |  |
| Sofia di Meclemburgo-Güstrow |   | Ulrico III di Meclemburgo-Güstrow |                                    |  |  |       |  |  |                            |  |  |                         |  |
|                              |   | Elisabetta di Danimarca           | Federico I di Danimarca            |  |  |       |  |  |                            |  |  |                         |  |
|                              |   | Elisabetta di Danimarca           | Federico I di Danimarca            |  |  |       |  |  |                            |  |  |                         |  |
|                              |   | Elisabetta di Danimarca           | Sofia di Pomerania                 |  |  |       |  |  |                            |  |  |                         |  |
| Hans Ulrik Gyldenløve        |   | Elisabetta di Danimarca           |                                    |  |  |       |  |  |                            |  |  |                         |  |
|                              | … | …                                 |                                    |  |  |       |  |  |                            |  |  |                         |  |
|                              | … | …                                 |                                    |  |  |       |  |  |                            |  |  |                         |  |
|                              | … | …                                 |                                    |  |  |       |  |  |                            |  |  |                         |  |
| Anders Hansen                | … |                                   |                                    |  |  |       |  |  |                            |  |  |                         |  |
|                              |   | …                                 | …                                  |  |  |       |  |  |                            |  |  |                         |  |
|                              |   | …                                 | …                                  |  |  |       |  |  |                            |  |  |                         |  |
|                              |   | …                                 | …                                  |  |  |       |  |  |                            |  |  |                         |  |
| Karen Andersdatter           |   | …                                 |                                    |  |  |       |  |  |                            |  |  |                         |  |
|                              |   | …                                 | …                                  |  |  |       |  |  |                            |  |  |                         |  |
|                              |   | …                                 | …                                  |  |  |       |  |  |                            |  |  |                         |  |
|                              |   | …                                 | …                                  |  |  |       |  |  |                            |  |  |                         |  |
| Bodil Knudsdatter            |   | …                                 |                                    |  |  |       |  |  |                            |  |  |                         |  |
|                              |   | …                                 | …                                  |  |  |       |  |  |                            |  |  |                         |  |
|                              |   | …                                 | …                                  |  |  |       |  |  |                            |  |  |                         |  |
|                              |   | …                                 | …                                  |  |  |       |  |  |                            |  |  |                         |  |
|                              |   | …                                 |                                    |  |  |       |  |  |                            |  |  |                         |  |